# Niphetogryllacris pauliani
Niphetogryllacris pauliani är en insektsart som beskrevs av Lucien Chopard 1952. Niphetogryllacris pauliani ingår i släktet Niphetogryllacris och familjen Gryllacrididae. Inga underarter finns listade i Catalogue of Life.